# Paulina Olegowna Andrejewa

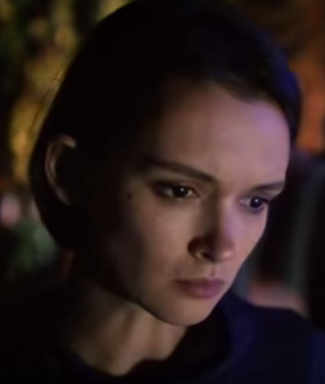
Paulina Olegowna Andrejewa

Paulina Olegowna Andrejewa (russisch Паулина Олеговна Андреева; * 12. Oktober 1988 in Leningrad) ist eine russische Schauspielerin.

## Leben und Karriere
Andrejewa wurde in Leningrad geboren. Nach dem Schulabschluss begann sie ein Journalistikstudium an der Staatlichen Universität Sankt Petersburg, wechselte jedoch nach zwei Jahren zur Schauspielerei und absolvierte 2011 die Moskauer Kunsttheaterschule. Ihr Debüt gab sie 2013 in der Serie Ottepel. 2015 folgte der Durchbruch mit der Rolle der Jessenija Steklowa in Method. Internationale Bekanntheit erlangte sie in der Netflix-Serie Better Than Us.

## Privates
2019 heiratete Paulina Andrejewa den russischen Regisseur Fjodor Bondartschuk. 2021 bekam das Paar einen Sohn. Das Paar ließ sich im März 2025 scheiden.

## Filmografie
Filme
- 2013: Dark World 2 – Equilibrium
- 2015: Sarantscha
- 2016: Status: Swoboden
- 2020: Zoi
- 2021: Konjok-Gorbunok
- 2025: Prorok. Istorija Aleksandra Puschkina

Serien
- 2013: Ottepel
- 2014: Grigori R.
- 2015–2021: Metod
- 2018–2019: Better Than Us
- 2022: 13 Klinitscheskaja